# 블레둑 쿠우 진흙 화산

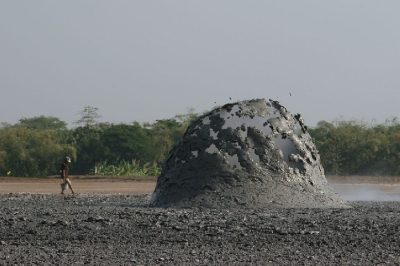
블레둑 쿠우 진흙 화산

블레둑 쿠우 진흙 화산(Bledug Kuwu)은 인도네시아의 자와섬에 위치한 대형 이화산이다. 인도네시아를 대표하는 대표 관광지 중 하나이며 루시와 함께 인도네시아를 대표하는 이화산이다. 이 진흙 화산에서는 평지에 진흙이 덮혀있는 개펄 형식으로 되어있는데, 이 진흙의 중앙에 위치한 화구들을 통해 진흙을 증기와 함께 분출한다. 지금 계속 큰 분출을 일으키는 것은 주 분화구고, 그 주의에서 작은 분출을 일으키는 것은 기생화구들이다. 대체로 뜨거운 증기를 동반해 분출하고 그 주위에 주택들이 있지만 피해를 주진 않는다. 보통 한 번 분출이 일어난 후 몇 초 후에 다시 분출하는 주기적 분출을 일으킨다.